# إريك سبونر
إريك سبونر هو سياسي أسترالي، ولد في 2 مارس 1891 في Redfern, New South Wales ‏ في أستراليا، وتوفي في 3 يونيو 1952 في سيدني في أستراليا. نشط حزبياً في حزب أستراليا المتحدة والحزب الليبرالي الأسترالي. وقد انتخب عضو الجمعية التشريعية لنيو ساوث ويلز ‏ عن دائرة Electoral district of Ryde ‏ (11 يونيو 1932 – 23 أغسطس 1940) وانتخب عضو مجلس النواب الأسترالي ‏ عن دائرة Division of Robertson ‏ (21 سبتمبر 1940 – 21 أغسطس 1943).